# آپوروا آگنیهوتری
آپوروا آگنیهوتری (به انگلیسی: Apurva Agnihotri) (زاده ۲ دسامبر ۱۹۷۲) بازیگر هندی است.
از فیلم‌هایی که وی در آن نقش داشته است می‌توان به خط ممنوع سرنوشت، اشتباه، عشق بازی نیست و مه اشاره کرد.